# Från land och stad
Från land och stad – Skildringar är en samling folklivsskildringar av Alfhild Agrell, utgiven 1884 på Joseph Seligmanns förlag. Boken innehöll 14 illustrationer av Victor Andrén. År 1886 översattes den till danska av Sofie Horten med titeln Fra land og by.

## Om boken
Från land och stad är Agrells första samling folklivsskildringar. Hon skulle i ett flertal böcker under 1880- och 1890-talen återkomma till denna genre, bland annat i hennes böcker skrivna under pseudonymerna Lovisa Petterkvist och Stig Stigson. Skildringarna i Från land och stad är förlagda till Norrland. Generellt är skildringarna dock inte knutna till någon lätt identifierbar geografisk plats. Enligt Ingeborg Nordin Hennel att miljön "tycks vara Ångermanland och Jämtland.
Boken är skriven i högt tempo med enkel meningsbyggnad och många rörelseverb. Miljön är hämtad ur bondesamhällets föreställningsvärld med bröllops- och begravningstraditioner, marknadsliv, auktioner, vidskepelse, klädkoder, matvanor och sociala hierarkier. Många av skildringar är realistiskt gjorda med girighet, dryckenskap, fattigdom och utanförskap som återkommande teman. Skildringarna är ibland gjorda med burlesk humor och med detta anslöt Agrell sig till samma litterära fåra som exempelvis August Bondeson. En del av berättelserna är skrivna på dialekt.
Samlingen innehåller berättelsen En bröllopsdag som Agrell 1887 dramatiserade och utan framgång försökte få uppsatt på Dramaten i Stockholm, se En bröllopsdag.

## Utgåvor
- Från land och stad: skildringar. Stockholm: Seligmann. 1884. Libris 1595137
- (på danska) Fra land og by: skildringar. Kjøbenhavn. 1886. Libris 9427124